# Lišice
Lišice település Csehországban, a Hradec Králové-i járásban. Lišice Nepolisy, Lužec nad Cidlinou, Chlumec nad Cidlinou, Lovčice és Běrunice településekkel határos. Lakosainak száma 159 fő (2024. január 1.).

## Népesség
A település lakosságának változását az alábbi diagram mutatja:
| Lakosok száma | 422  | 442  | 484  | 430  | 302  | 188  | 156  | 159  | 161  | 159  |
|               | 1869 | 1890 | 1921 | 1950 | 1980 | 2001 | 2017 | 2019 | 2022 | 2024 |